# Béji Caïd Essebsi
Mohammed Beji Caid Essebsi (محمد باجي قائد السبسي), (n. 29 noiembrie 1926, Sidi Bou Saïd, Guvernoratul Tunis, Tunisia – d. 25 iulie 2019, Tunis, Guvernoratul Tunis, Tunisia) a fost un avocat, politician și diplomat tunisian, președintele Tunisiei începând din decembrie 2014 până la momentul decesului. De mai multe ori ministru în anii președinției lui Habib Bourguiba, ministru de externe între 1981-1986, la vârsta de 84 ani, între februarie-decembrie 2011, a deținut funcția de prim-ministru, înlocuindu-l pe Mohamed Ghannouchi.
Fiul al fermierului Hassuna Essebsi, dintr-o familie de demnitari din epoca beilor Tunisului, și al soției acestuia, Habiba născută Ben Jaafar, Beji Caid Essebsi a fost strănepotul lui Ismail Caid Essebsi,mameluc de origine sardă, care a fost răpit de pirați, adus în 1810 la vârsta de 10 ani și crescut ca musulman la curtea beilor Tunisului. Bunicul său, Mohammed El Bey Caid Essebsi (1850-1910) a ajuns la rangul de guvernator și general.
Essebsi a studiat la Colegiul Sadiki din Tunis și a activat din tinerețe în partidul naționalist Neo-Destour. El a studiat apoi dreptul la Paris, unde a devenit vicepreședintele Asociației studenților musulmani nord-africani și a participat la mișcarea de rezistență contra protectoratului francez în țara sa.
În acea perioadă l-a cunoscut pe Habib Bourguiba, care avea să devină fondatorul Tunisiei independente.
După terminarea licenței în drept, Essebsi a revenit în patrie și a practicat avocatura.
După proclamarea independentei, Essebsi a făcut parte din elita conducătoare a statului, fiind numit director al securității naționale, apoi secretar de stat adjunct la ministerul de interne (condus, pe atunci, de Taieb Mehiri), iar după decesul ministrului în 1965 - a fost numit în locul acestuia, în fruntea Ministerului de interne.  În această calitate a fost confruntat cu tulburările antievreiești legate de Războiul de Șase Zile și afacerea Belkhodja, și a făcut parte și din guvernul Bahi Ladgham ca ministru al apărării. În anul 1969  a fost ales în parlament din partea circumscripției Tunis și în anul 1970 a părăsit guvernul pentru a deveni ambasador al Tunisiei în Franța. A  fost nevoit, însă, să demisioneze în urma unui conflict în partidul de guvernământ (Neo-Destour) în legătură cu gestiunea statului. Essebsi a fost atunci exclus din partid și a rămas în afara vieții politice, până ce a fost cooptat în cabinetul Mohammed Mzali care promisese democratizarea. Ca ministru de externe în anii 1981-1986, a fost confruntat cu mai multe crize diplomatice, între care Războiul din Liban din 1982 și operațiunea de represalii „Picior de lemn” în care avioane militare israeliene au bombardat sediile din Tunis ale Organizației de Eliberare a Palestinei. În 1986 Essebsi a fost numit ambasador în Germania de vest.
După lovitura de stat din 7 noiembrie 1987 Essebsi a aderat la RCD - Uniunea Constituțională Democratică, partidul noului președinte, generalul Zine el-Abidine Ben Ali, a redevenit deputat, apoi președinte al Adunării Reprezentanților Poporului, Camera Deputaților a Tunisiei, dar apoi, în 1994 s-a retras din viața politică.
La 84 ani, după Revoluția tunisiană din 2011 care a dus la răsturnarea regimului Ben Ali, Essebsi a revenit în arena politică. Ca prim ministru între februarie - decembrie 2011 și a organizat alegeri libere pentru Adunarea Constituantă.
La 7 octombrie 2011  l-a întâlnit la Casa Albă pe președintele Statelor Unite, Barak Obama, care a declarat:
„Aș dori să salut Tunisia, prima țară din Africa de Nord și din lumea arabă care a realizat această transformare extraordinară pe care noi o numim Primăvara arabă.” 
Essebsi a fost apoi înlocuit la conducerea guvernului de către Hamadi Jebali, candidatul coaliției de partide care a câștigat alegerile. În anul 2012 a întemeiat propriul său partid, Nidaa Tounes (Apelul Tunisiei), în scopul de a uni forțele opoziției. 
În pofida încercărilor de a-l discredita din cauza apartenenței în trecut la partidul lui Ben Ali, RCD, Essebsi a condus partidul său la victorie în alegerile legislative din 2014, apoi a câștigat triumfal cursa pentru președinție, învingându-l pe președintele în funcție, Moncef Marzouki.